# Sei Giorni Internazionale di Enduro
La Sei Giorni Internazionale di Enduro (in inglese International Six Days Enduro - ISDE), è un evento di motociclismo che si svolge ogni anno e che assegna il titolo di Campione del Mondo Enduro a squadre Nazionali. Detta anche l'"Olimpiade della moto", la gara si svolge nel corso di sei giorni ed è composta da prove di varia natura: "prove speciali" denominate: Enduro Test, CrossTest e Test Estremo. Durante le giornate c'è la possibilità che vengano fatti dei trasferimenti, cosiddetti "tirati", tratti questi che partono da un punto A ad un punto B del percorso in fuoristrada, dove i piloti devono rimanere all'interno di un determinato tempo imposto dagli organizzatori, sforando il tempo massimo, i piloti rischiano una penalità.  La gara si svolge anche su strade aperte al traffico, dove i concorrenti devono rispettare il codice della strada, questi tratti sono denominati "Trasferimenti". l'Ultima giornata è dedicata alla prova di cross (generalmente disputata in un crossodromo).

## Descrizione
Particolarità della gara (condivisa con il Motocross delle Nazioni) è il fatto che i piloti partecipino su motociclette di varie cilindrate coprendo tutte e tre le categorie del mondiale Enduro: E1 (125 2 tempi o 250 4 tempi), E2 (250 2 tempi o 450 4 tempi) ed E3 (300 2 tempi o 500 4 tempi).
Per quanto riguarda il trofeo principale, i sei piloti delle varie categorie corrono tutti insieme; a fine giornata le classifiche vengono stilate sommando i tempi dei migliori cinque piloti di ogni squadra. Il trofeo Junior viene corso da team di 4 piloti e vengono presi in considerazione i tempi dei migliori tre alla fine di ogni giornata di gare. Le altre categorie vedono tre partecipanti per ogni squadra e tutti i tempi vengono considerati ai fini della classifica finale.
Da notare come i piloti non possano ricevere assistenza meccanica sui propri mezzi se non per poche operazioni come i rifornimenti di carburante, i cambi d'olio e lo spurgo del liquido dei freni. La manutenzione deve quindi essere effettuata dai piloti stessi.
Oltre al trofeo a squadre, la Sei Giorni assegna anche premi individuali ai singoli piloti sotto forma di medaglie. Le medaglie d'oro vanno ai piloti che completano i sei giorni di competizione entro il 10% dal tempo del migliore della propria categoria, le medaglie d'argento ai piloti che chiudono con un distacco totale inferiore al 40%, mentre le medaglie di bronzo a tutti gli altri piloti classificati entro il tempo limite.

## Storia
La Sei Giorni Internazionale nacque nel 1913 (con il nome di International Six Days Reliability Trial, denominazione utilizzata fino al 1979), su iniziativa della British Cycle and Motorcycle Manufacturers and Traders, che fece dono alla FIM di un trofeo da mettere in palio per premiare l'affidabilità dei mezzi e l'abilità dei piloti. La prima edizione vide alla partenza alcuni piloti britannici e tre francesi, che garantirono l'internazionalità dell'evento fin dalla prima edizione. Potevano gareggiare per il "Trofeo Nazioni" solo squadre formate da piloti nazionali, con veicoli prodotti nella medesima nazione, il che limitava la partecipazione alla gara dei soli Paesi produttori di motocicli.
Per ovviare al problema, dal 1923, venne istituito il trofeo "Vaso d'Argento", nel quale potevano concorrere squadre nazionali di piloti, con motocicli prodotti in altra nazione. Dal 1985, eliminato l'obbligo dell'univoca provenienza nazionale di macchine e piloti per il "Trofeo Nazioni", il "Vaso d'Argento" venne abolito e sostituito dal "Trofeo Junior", riservato ai piloti con età inferiore a 23 anni. Dal 2007 è stato aggiunto il "Trofeo Women" riservato alle concorrenti di sesso femminile.
L'unica edizione annullata nella storia della manifestazione fu quella del 1939 tenutasi in Germania appena prima dello scoppio della seconda guerra mondiale. I risultati diedero come vincitori i padroni di casa della squadra tedesca, ma a causa del clima politico dell'epoca non fu possibile dissipare i dubbi che avvolgevano tali classifiche e la ventunesima edizione della Sei Giorni fu definitivamente annullata dalla FIM dopo la guerra.
L'edizione 2010 della manifestazione ha visto l'annullamento dell'ultima giornata di gare a causa degli scontri tra narcos e forze dell'ordine. La Sei Giorni 2011 ha vissuto invece il boicottaggio da parte dei piloti francesi (campioni in carica) a causa di un premio in denaro offerto dalla FFM (la federazione francese di motociclismo) a loro dire troppo esiguo rispetto a quello offerto agli altri piloti dalle rispettive federazioni.
Nell'albo d'oro della manifestazione guida finora (2023) la Cecoslovacchia con 32 vittorie ottenute fino al 1982 (16 nel Trofeo Mondiale, 16 nel Vaso d'Argento), seguita dalla squadra Italiana, con un totale di 30 vittorie (15 Mondiale e 15 Junior). La Gran Bretagna vanta 17 vittorie nel Trofeo mondiale (29 complessive, con 11 vittorie Junior e 1 femminile), la Germania annovera 27 vittorie complessive (sommando le vittorie della Germania unita, dalle rappresentative dell'Ovest e dell'Est, l'ultima nel 1987). L'Italia, dopo le vittorie del 1930 e 1931, nel Trofeo Nazioni dovette attendere la tripletta del 1979, 1980 e 1981, che segnò l'avvio del periodo d'oro dei Caschi Rossi: Augusto Taiocchi, Gualtiero Brissoni, Gianangelo Croci, gli unici voluti in squadra dal CT Daniele Papi, in tutte e tre le vittorie, i quali aprirono un nuovo periodo che vede gli azzurri tuttora protagonisti.

## Vincitori dalle varie edizioni
| Edizione | Anno | Luogo                                | Trofeo Nazioni                                                                                                   | Vaso d'Argento                                                                       | Note |
| -------- | ---- | ------------------------------------ | --- | ------------------------------------------------------------------------------------ | --- |
| 1.       | 1913 | Regno Unito, Carlisle                | Regno Unito W. B. Gibb W. B. Little Charlie Collier                                                              | -                                                                                    | - |
| ND.      | 1914 | Francia, Grenoble                    | - | -                                                                                    | La seconda edizione del trofeo non venne disputata a causa dello scoppio della prima guerra mondiale. La prova, che si sarebbe dovuta disputare a Grenoble, verrà recuperata 6 anni dopo nella stessa città. |
| 2.       | 1920 | Francia, Grenoble                    | Svizzera J. Morand A. Robert E. Gex                                                                              | -                                                                                    | - |
| 3.       | 1921 | Svizzera, Ginevra                    | Svizzera J. Morand A. Rothenbach E. Gex                                                                          | -                                                                                    | - |
| 4.       | 1922 | Svizzera, Ginevra                    | Svizzera J. Morand A. Robert E. Gex                                                                              | -                                                                                    | - |
| 5.       | 1923 | Svezia, Stoccolma                    | Svezia Gustav Göthe Yngve Eriksson Bernhard Malmberg J A Bylund                                                  | -                                                                                    | - |
| 6.       | 1924 | Belgio, Chaudfontaine                | Regno Unito G. S. Arter C. Wilson F. W. Giles                                                                    | Norvegia C. Vaumund O. Graff J. Juberget                                             | - |
| 7.       | 1925 | Regno Unito, Southampton             | Regno Unito B. Kershaw G. S. Arter F. W. Giles                                                                   | Regno Unito                                                                          | - |
| 8.       | 1926 | Regno Unito, Buxton                  | Regno Unito Graham Walker J. Lidstone P. Pike                                                                    | Regno Unito                                                                          | - |
| 9.       | 1927 | Regno Unito, Ambleside               | Regno Unito L. Crisp Graham Walker F. W. Giles                                                                   | Regno Unito Marjorie Cottle Edyth Foley Louise MacLean                               | - |
| 10.      | 1928 | Regno Unito, Harrogate               | Regno Unito V. C. King F. W. Neill H. G. Uzzell                                                                  | Regno Unito L. Crisp Graham Walker F. W. Giles                                       | - |
| 11.      | 1929 | Germania, Monaco - Svizzera, Ginevra | Regno Unito G. R. Butcher George Rowley F. W. Neill                                                              | Regno Unito L. A. Welch A. R. Edwards H. S. Perrey                                   | - |
| 12.      | 1930 | Francia, Grenoble                    | Italia Rosolino Grana Luigi Gilera Miro Maffeis                                                                  | Francia A. Sourdot R. Debaissieux N. Coulon                                          | - |
| 13.      | 1931 | Italia, Merano                       | Italia Rosolino Grana Luigi Gilera Miro Maffeis                                                                  | Paesi Bassi D. H. Eysink G. Bakker-Schut A.P. van Hammersveld                        | - |
| 14.      | 1932 | Italia, Merano                       | Regno Unito Albert E. Perrigo George Rowley N. P. O. Bradley                                                     | Regno Unito Graham Walker Jack Williams R. McGregor                                  | - |
| 15.      | 1933 | Galles, Llandrindod Wells            | Germania Ernst Jakob Henne Josef Stelzer Josef Mauermayer Wiggerl Kraus                                          | Regno Unito Vic Brittain Jack Williams G. F. Povey                                   | - |
| 16.      | 1934 | Germania, Garmisch-Partenkirchen     | Germania Ernst Jakob Henne Josef Stelzer Josef Mauermayer Wiggerl Kraus                                          | Regno Unito F.E. Thacker R. McGregor L. Heath                                        | - |
| 17.      | 1935 | Germania, Oberstdorf                 | Germania Ernst Jakob Henne Josef Stelzer Wiggerl Kraus J. Müller                                                 | Germania Arthur Geiss Walfried Winkler Ewald Kluge                                   | - |
| 18.      | 1936 | Germania, Freudenstadt               | Regno Unito Vic Brittain George Rowley W.S. Waycott E. Belsten                                                   | Regno Unito R. McGregor J.A. McLeslie J.C. Edward                                    | - |
| 19.      | 1937 | Galles, Llandrindod Wells            | Regno Unito Vic Brittain George Rowley W.S. Waycott                                                              | Paesi Bassi A.P. van Hammersveld G. Bakker-Schut J. Moejes                           | - |
| 20.      | 1938 | Galles, Llandrindod Wells            | Regno Unito George Rowley Jack Williams Vic Brittain W.S. Waycott                                                | Germania Georg Meier Rudolf Seltsam Josef Forstner                                   | - |
| 21.      | 1939 | Germania, Salisburgo                 | Annullata | Annullata                                                                            | - |
| 22.      | 1947 | Cecoslovacchia, Zlín                 | Cecoslovacchia Jaroslav Simandl Richard Dusil Václav Stanislav Jan Bednár Karl Hansl                             | Cecoslovacchia Cenek Kohlícek Emanuel Marha Josef Paštika                            | - |
| 23.      | 1948 | Italia, San Remo                     | Regno Unito A. Jefferies B.H.M. Viney J. Williams C.N. Rogers Vic Brittain                                       | Regno Unito P.H. Alves C. M. Ray W.J. Stocker                                        | - |
| 24.      | 1949 | Galles, Llandrindod Wells            | Regno Unito P.H. Alves C.M. Ray C.N. Rogers Frederick Maurice Rist B.H.M. Viney                                  | Cecoslovacchia Emanuel Marha František Bláha J. Krcmar                               | - |
| 25.      | 1950 | Galles, Llandrindod Wells            | Regno Unito Frederick Maurice Rist B.H.M. Viney P.H. Alves W.J. Stocker C.M. Ray                                 | Regno Unito D.S. Evans E. Usher A.F. Gaymer                                          | - |
| 26.      | 1951 | Italia, Varese                       | Regno Unito Frederick Maurice Rist B.H.M. Viney P.H. Alves W.J. Stocker C.M. Ray                                 | Paesi Bassi P. Haaker C. van Rijssel H. Veer                                         | - |
| 27.      | 1952 | Austria, Bad Aussee                  | Cecoslovacchia Cenek Kohlícek Jaroslav Pudil Richard Dusil Jirí Kubeš Jan Novotný                                | Cecoslovacchia František Bláha Vojtech Kolár Bohumil Kabát                           | - |
| 28.      | 1953 | Cecoslovacchia, Gottwaldov           | Regno Unito John V. Brittain W.J. Stocker S.B. Manns P.H. Alves B.H.M. Viney                                     | Cecoslovacchia František Bláha Vojtech Kolár Bohumil Kabát                           | - |
| 29.      | 1954 | Galles, Llandrindod Wells            | Cecoslovacchia Bohuslav Roucka Jaroslav Pudil Saša Klimt Jirí Kubeš Vladimír Šedina                              | Paesi Bassi S. Schram B.L. Jansema M. den Haan                                       | - |
| 30.      | 1955 | Cecoslovacchia, Gottwaldov           | Germania Ovest Johann Abt Otto Brack Udo Feser Ernst Deike Volker von Zitzewitz                                  | Cecoslovacchia Stanislav Štástka Zdenek Polanka Miloslav Soucek                      | La squadra italiana si ritirò alla fine della prima giornata in segno di lutto per la morte di Dietrichs Serafini                                                                                            |
| 31.      | 1956 | Germania, Garmisch-Partenkirchen     | Cecoslovacchia Miloslav Soucek Jaroslav Pudil Bohuslav Roucka Zdenek Polánka Vladimír Šedina Saša Klimt          | Paesi Bassi J.S. van Hoek B.L. Jansema J. Th. Witberg Fritz R. Selling               | - |
| 32.      | 1957 | Cecoslovacchia, Špindleruv Mlýn      | Germania Ovest Lorenz Specht Richard Heßler Gernot Leistner Walter Aukthun Klaus Kämper Volker von Zitzewitz     | Cecoslovacchia Vladimir Stepen Oldrich Hamrsmid Antonin Matejka Karel Buchnar        | - |
| 33.      | 1958 | Germania, Garmisch-Partenkirchen     | Cecoslovacchia Vladimír Šedina Saša Klimt Antonín Matejka Zdenek Polánka Jaroslav Pudil Bohuslav Roucka          | Cecoslovacchia Stanislav Štástka František Darebný Alois Roucka Arnošt Zemen         | - |
| 34.      | 1959 | Cecoslovacchia, Gottwaldov           | Cecoslovacchia Vladimír Šedina Saša Klimt Antonín Matejka Zdenek Polánka Jaroslav Pudil Bohuslav Roucka          | Cecoslovacchia                                                                       | - |
| 35.      | 1960 | Austria, Bad Aussee                  | Austria | Italia Luigi Gorini Tullio Masserini Eugenio Saini Fausto Vergani                    | - |
| 36.      | 1961 | Galles, Llandrindod Wells            | Germania Ovest Günter Dotterweich Richard Heßler Lorenz Müller Sebastian Nachtmann Erwin Schmider Lorenz Specht  | Cecoslovacchia František Bouška Oldrich Hamrsmid Vladimír Štepán                     | - |
| 37       | 1962 | Germania, Garmisch-Partenkirchen     | Cecoslovacchia František Bouška František Hóffer Drahoslav Miarka Zdenek Polánka Bohuslav Roucka Vladimír Štepán | Germania Ovest Horst Rothermund Heinz Klingenschmidt Volker Kramer Günter Sengfelder | - |
| 38.      | 1963 | Cecoslovacchia, Špindleruv Mlýn      | Germania Est Günter Baumann Peter Uhlig Hans Weber Horst Lohr Bernd Uhlmann Werner Salevsky                      | Italia Luigi Gorini Carlo Moscheni Giuseppe Panarari Nino Tagli                      | - |
| 39.      | 1964 | Germania Est, Erfurt                 | Germania Est Günter Baumann Peter Uhlig Hans Weber Horst Lohr Bernd Uhlmann Werner Salevsky                      | Germania Est Gottfried Pohlan Siegfried Rauhut Lothar Schünemann Ewald Schneidewind  | - Partecipazione di Bud Ekins e Steve McQueen nella squadra USA |
| 40.      | 1965 | Isola di Man                         | Germania Est Peter Uhlig Hans Weber Horst Lohr Bernd Uhlmann Werner Salevsky Karlheinz Wagner                    | Germania Est Günter Baumann Klaus Teuchert Horst Golz Werner Stiegler                | - |
| 41.      | 1966 | Svezia, Villingsberg                 | Germania Est Peter Uhlig Hans Weber Horst Lohr Werner Salevsky Karlheinz Wagner Klaus Teuchert                   | Germania Ovest Norbert Gabler Klaus Kämper Dieter Kramer Erwin Schmider              | - |
| 42.      | 1967 | Polonia, Zakopane                    | Germania Est Peter Uhlig Hans Weber Werner Salevsky Karlheinz Wagner Klaus Teuchert Klaus Halser                 | Cecoslovacchia A. Zemen D. Miarka M. Vytlacil J. Jasansky                            | - |
| 43.      | 1968 | Italia, San Pellegrino Terme         | Germania Ovest Andreas Brandl Heinz Brinkmann Siegfried Gienger Dieter Kramer Volker Kramer Lorenz Specht        | Italia Demetrio Bonini Arnaldo Farioli Francesco Foresti Giuseppe Signorelli         | - |
| 44.      | 1969 | Germania, Garmisch-Partenkirchen     | Germania Est Peter Uhlig Werner Salevsky Karlheinz Wagner Klaus Teuchert Klaus Halser Fred Williamowski          | Germania Ovest Helmut Beranek Norbert Gabler Hans Trinkner Rolf Witthöft             | - |
| 45.      | 1970 | Spagna, El Escorial                  | Cecoslovacchia Josef Fojtík Jaroslav Bríza Kvetoslav Mašita Zdenek Cešpiva František Mrázek Petr Cemus           | Cecoslovacchia                                                                       | - |
| 46.      | 1971 | Isola di Man                         | Cecoslovacchia František Mrázek Kvetoslav Mašita Jaroslav Bríza Petr Cemus Zdenek Cešpiva Josef Fojtík           | Cecoslovacchia                                                                       | - |
| 47.      | 1972 | Cecoslovacchia, Špindleruv Mlýn      | Cecoslovacchia Jaroslav Bríza Petr Cemus Zdenek Cešpiva Josef Císar František Mrázek Josef Fojtík                | Cecoslovacchia                                                                       | - |
| 48.      | 1973 | Stati Uniti, Dalton                  | Cecoslovacchia Josef Fojtík Zdenek Cešpiva Josef Císar Kvetoslav Mašita František Mrázek Petr Cemus              | Stati Uniti Dick Burleson Malcolm Smith Ed Schmidt Ron Bohn                          | - |
| 49.      | 1974 | Italia, Camerino                     | Cecoslovacchia Josef Fojtík Zdenek Cešpiva Josef Císar Kvetoslav Mašita Jirí Stodulka Petr Cemus                 | Cecoslovacchia Josef Rabas Pavel Cihelka Milan Jedlicka Jaroslav Bríza               | - |
| 50.      | 1975 | Isola di Man                         | Germania Ovest Josef Wolfgruber Peter Neumann Eberhard Weber Jürgen Grisse Rolf Witthöft Eddy Hau                | Italia Gualtiero Brissoni Pietro Gagni Attilio Petrogalli Pierluigi Rottigni         | - |
| 51.      | 1976 | Austria, Zeltweg                     | Germania Ovest Josef Wolfgruber Peter Neumann Eberhard Weber Jürgen Grisse Rolf Witthöft Eddy Hau                | Cecoslovacchia                                                                       | - |
| 52.      | 1977 | Cecoslovacchia, Považská Bystrica    | Cecoslovacchia František Mrázek Otakar Toman Kvetoslav Mašita Jirí Stodulka Stanislav Zloch Jozef Císar          | Cecoslovacchia Pavel Cihelka Milan Jedlicka Jiri Pošík                               | - |
| 53.      | 1978 | Svezia, Värnamo                      | Cecoslovacchia František Mrázek Jozef Chovancík Kvetoslav Mašita Jiri Pošík Stanislav Zloch Jirí Stodulka        | Italia Luigi Medardo Gino Perego Osvaldo Scaburri Giuseppe Signorelli                | - |
| 54.      | 1979 | Germania Est, Neunkirchen            | Italia Elia Andrioletti Franco Gualdi Gualtiero Brissoni Augusto Taiocchi Guglielmo Andreini Gianangelo Croci    | Cecoslovacchia                                                                       | - |
| 55.      | 1980 | Francia, Brioude                     | Italia Guglielmo Andreini Elia Andrioletti Gualtiero Brissoni Gianangelo Croci Andrea Marinoni Augusto Taiocchi  | Germania Ovest Arnulf Teuchert Bert von Zitzewitz Reinhard Christel Rolf Witthöft    | - |
| 56.      | 1981 | Italia, Isola d'Elba                 | Italia Gualtiero Brissoni Alessandro Gritti Luigi Medardo Gianangelo Croci Franco Gualdi Augusto Taiocchi        | Italia Cesare Bernardi Gianpiero Findanno Andrea Marinoni Angelo Signorelli          | - |
| 57.      | 1982 | Cecoslovacchia, Považská Bystrica    | Cecoslovacchia Jiri Císar Zdenek Belský Emil Cunderlík Vladimír Janouš Jozef Chovancík Stanislav Zloch           | Germania Est Horst Geißenhöner Steffen Mauersberger Reinhard Klädtke Uwe Weber       | - |
| 58.      | 1983 | Galles, Builth Wells                 | Svezia Peter Hansson Torbjörn Jansson Per Grönberg Svenerik Jönsson Bosse Lindbom Thomas Gustavsson              | Svezia Jacobsson Karlsson Andersson Zell                                             | - |
| 59.      | 1984 | Paesi Bassi, Assen                   | Paesi Bassi Dinand Zijlstra Henk van Mierlo Martin Schalkwijk Henk Poorte Simon Schram Gerrit Wolsink            | Germania Est Reinhard Klädtke Jens Thalmann Bernd Lämmel Andreas Cyffka              | - |
|          |      |                                      | Trofeo Nazioni                                                                                                   | Trofeo Junior                                                                        | |
| 60.      | 1985 | Catalogna, La Molina                 | Svezia Peter Hansson Per Grönberg Dick Wicksell Svenerik Jönsson Hålan Lundberg Thomas Gustavsson                | Germania Est Andreas Cyffka Mike Heydenreich Jens Grüner Udo Grellmann               | - |
| 61.      | 1986 | Italia, San Pellegrino Terme         | Italia Angelo Signorelli Renato Pegurri Tulio Pellegrinelli Gianangelo Croci Guglielmo Andreini Edi Orioli       | Italia Paolo Fellegara Giorgio Grasso Stefano Passeri Enrico Zuffa                   | - |
| 62.      | 1987 | Polonia, Jelenia Góra                | Germania Est Jens Thalmann Reinhard Klädtke Uwe Weber Harald Sturm Jens Scheffler Jens Grüner                    | Germania Est Mike Heydenreich Udo Grellmann Thomas Bieberbach Danielo Pörschke       | - |
| 63.      | 1988 | Francia, Mende                       | Francia Thierry Charbonnier Stéphane Peterhansel Gilles Lalay Jean Paul Charles Alan Olivier Marc Morales        | Italia Luca Trussardi Massimo Migliorati Enrico Zuffa Davide Trolli                  | - |
| 64.      | 1989 | Germania Est, Walldürn               | Italia Gianmarco Rossi Stefano Passeri Angelo Signorelli Luca Trussardi Paolo Fellegara Franco Gualdi            | Finlandia Kari Tiainen Juha-Pekka Leino Jarkko Vainio Jouni Sauren                   | - |
| 65.      | 1990 | Svezia, Västerås                     | Svezia Jeff Nilsson Dick Wicksell Kent Karlsson Svenerik Jönsson Peter Hansson Jimmie Eriksson                   | Svezia Robert Grönlund Robert Svensson Peter Karlsson Peter Lundfeldt                | - |
| 66.      | 1991 | Cecoslovacchia, Považská Bystrica    | Svezia Jeff Nilsson Joachim Hedendahl Svenerik Jönsson Dick Wicksell Kent Karlsson Bill Andersson                | Stati Uniti Steve Hatch Jimmy Lewis David Rhodes Chris Smith                         | - |
| 67.      | 1992 | Australia, Cessnock                  | Italia Paolo Fellegara Fabio Farioli Stefano Passeri Mario Rinaldi Giovanni Sala Arnaldo Nicoli                  | Svezia Anders Eriksson Robert Grönlund Peter Karlsson Peter Jansson                  | - |
| 68.      | 1993 | Paesi Bassi, Assen                   | Polonia Marek Darowski Maciej Wrobel Viktor Iwanski Wojciech Rencz Andrzej Tomizek Ryszard Augustyn              | Paesi Bassi Peter Lenselink Patrick Isfordink Erik Davids Hans Arends                | - |
| 69.      | 1994 | Stati Uniti, Tulsa                   | Italia Maurizio Carminati Tulio Pellegrinelli Mario Rinaldi Fabio Farioli Arnold Nicoli Giovanni Sala            | Svezia Rickard Larsson Björn Carlsson Linus Borman Morgan Jansson                    | - |
| 70.      | 1995 | Polonia, Jelenia Góra                | Italia Gianmarco Rossi Paolo Fellegara Giorgio Grasso Giuseppe Gallino Tulio Pellegrinelli Arnaldo Nicoli        | Australia Shawn Reed Shane Watts Ian Cunningham Jamie Cunningham                     | - |
| 71.      | 1996 | Finlandia, Hämeenlinna               | Finlandia Kari Tiainen Jani Laaksonen Pekka Viljakainen Petteri Silvan Mika Ahola Vesa Kytönen                   | Finlandia Tuomas Ahonen Juha Salminen Juha Laaksonen Mika Marila                     | - |
| 72.      | 1997 | Italia, Brescia                      | Italia Fausto Scovolo Stefano Passeri Giovanni Sala Jarno Boano Mario Rinaldi Fabio Farioli                      | Italia Pablo Peli Ivan Boano Alessio Paoli Giovanni Genini                           | - |
| 73.      | 1998 | Australia, Traralgon                 | Finlandia Juha Salminen Jani Laaksonen Mika Ahola Petteri Silvan Vesa Kytönen Kari Tiainen                       | Spagna Xavier Pons Miki Arpa Marc Coma Gerard Farrés                                 | - |
| 74.      | 1999 | Portogallo, Coimbra                  | Finlandia Samuli Aro Mika Ahola Jani Laaksonen Vesa Kytönen Kari Tiainen Petri Pohjamo                           | Spagna Arnau Vilanova Xacob Agra Gerard Farrés Miki Arpa                             | - |
| 75.      | 2000 | Spagna, Granada                      | Italia Fausto Scovolo Mario Rinaldi Matteo Rubin Arnaldo Nicoli Giovanni Sala Fabio Farioli                      | Spagna Xavier Pons Gerard Farrés Xacob Agra Jordi Duran                              | - |
| 76.      | 2001 | Francia, Brive la Gaillarde          | Francia Marc Germain Olivier Rebufie Eric Bernard David Frétigné Sébastien Guillaume Cyril Esquirol              | Italia Simone Albergoni Ivan Boano Paolo Carrara Giovanni Gritti                     | - |
| 77.      | 2002 | Rep. Ceca, Jablonec nad Nisou        | Finlandia Mika Ahola Juha Salminen Petteri Silvan Samuli Aro Jani Laaksonen Petri Pohjamo                        | Francia Julien Dubac Raphael André Damien Miquel Fabien Planet                       | - |
| 78.      | 2003 | Brasile, Fortaleza                   | Finlandia Juha Salminen Mika Saarenkoski Mika Ahola Samuli Aro Jani Laaksonen Kari Tiainen                       | Francia Damien Miquel Freddy Blanc Herve Versace Fabien Planet                       | - |
| 79.      | 2004 | Polonia, Kielce                      | Finlandia Petteri Silvan Juha Salminen Mika Saarenkoski Samuli Aro Jani Laaksonen Mika Ahola                     | Finlandia Valtteri Salonen Jari Mattila Tomi Peltola Marko Tarkkala                  | - |
| 80.      | 2005 | Slovacchia, Považská Bystrica        | Italia Alessandro Botturi Alessandro Belometti Simone Albergoni Alessandro Zanni Alessio Paoli Giuliano Falgari  | Italia Andrea Beconi Maurizio Micheluz Paolo Bernardi Manuel Pievani                 | - |
| 81.      | 2006 | Nuova Zelanda, Taupo                 | Finlandia Juha Salminen Samuli Aro Mika Ahola Marko Tarkkala Petri Pohjamo Jari Mattila                          | Stati Uniti Kurt Caselli Ricky Dietrick Russell Bobbitt David Pearson                | - |
|          |      |                                      | Trofeo Nazioni                                                                                                   | Trofeo Junior                                                                        | Coppa femminile |
| 82.      | 2007 | Cile, La Serena                      | Italia Alessandro Belometti Alex Salvini Alessandro Botturi Maurizio Micheluz Fabrizio Dini Andrea Belotti       | Spagna Cristóbal Guerrero Oriol Mena Lorenzo Santolino Carlos Andreu                 | Stati Uniti Nicole Bradford Amanda Mastin Lacy Jones |
| 83.      | 2008 | Grecia, Serres                       | Francia Julien Gautier Jordan Curvalle Rodrig Thain Christophe Nambotin Sebastien Guillame Nicolas Deparrois     | Italia Thomas Oldrati Oscar Balleti Mirko Gritti Vanni Cominotto                     | Francia Ludivine Puy Audrey Rossat Alice Geneste |
| 84.      | 2009 | Portogallo, Figueira da Foz          | Francia Julien Gautier Marc Germain Rodrig Thain Christophe Nambotin Marc Bourgeois Antoine Meo                  | Spagna Victor Guerrero Oriol Mena Lorenzo Santolino Mario Roman                      | Francia Ludivine Puy Audrey Rossat Alice Geneste |
| 85.      | 2010 | Messico, Morelia                     | Francia Johnny Aubert Nicolas Deparrois Sebastien Guillaume Antoine Meo Rodrig Thain Christophe Nambotin         | Spagna Victor Guerrero Oriol Mena Lorenzo Santolino Mario Roman                      | Francia Blandine Dufreme Audrey Rossat Ludivine Puy |
| 86.      | 2011 | Finlandia, Kotka-Hamina              | Finlandia Eero Remes Matti Seistola Juha Salminen Jari Mattila Valtteri Salonen Marko Tarkkala                   | Francia Alexandre Queyreyre Benoit Fortunato Mathias Bellino Romain Dumontier        | Francia Ludivine Puy Blandine Dufrene Juliette Berez |
| 87.      | 2012 | Germania Sachsenring-Erzebirge       | Francia Antoine Meo Rodrig Thain Pierre-Alexandr Renet Johnny Aubert Christophe Nambotin Sébastien Guillaume     | Francia Mathias Bellino Kevin Rohmer Alexander Queyreyre Jérémy Joly                 | Francia Blandine Dufrene Ludivine Puy Audrey Rossat |
| 88.      | 2013 | Italia, Sardegna                     | Francia Pierre-Alexandre Renet Jeremy Joly Johnny Aubert Antoine Meo Rodrig Thain Fabien Planet                  | Francia Swann Servajean Kevin Rohmer Mathias Bellino Loic Larreau                    | Australia Jess Gardiner Tayla Jones Jemma Wilson |
| 89.      | 2014 | Argentina, San Juan                  | Francia Marc Bourgeois Christophe Nambotin Pierre-Alexandre Renet Jeremy Tarroux Anthony Boissiere Fabien Planet | Stati Uniti Grant Baylor Steward Baylor Trevor Bollinger Justin Jones                | Australia Jess Gardiner Tayla Jones Jemma Wilson |
| 90.      | 2015 | Slovacchia, Košice                   | Australia Joshua Green Daniel Milner Matthew Phillips Beau Ralston Lachlan Stanford Glen Kearney                 | Australia Broc Grabham Tom Mason Daniel Sanders Tye Simmonds                         | Australia Jess Gardiner Tayla Jones Jemma Wilson |
| 91.      | 2016 | Spagna, Navarra                      | Stati Uniti Kailub Russell Taylor Robert Thad Duvall Layne Michael                                               | Svezia Micke Persson Albin Elowson Jesper Börjesson                                  | Australia Jess Gardiner Tayla Jones Jemma Wilson |
| 92.      | 2017 | Francia, Brive-la-Gaillarde          | Francia Jérémy Tarroux Loïc Larrieux Christophe Nambotin Christophe Charlier                                     | Francia Jérémy Miroir Hugo Blanjoue Anthony Geslin                                   | Australia Jess Gardiner Tayla Jones Jemma Wilson |
| 93.      | 2018 | Cile, Viña del Mar                   | Australia Daniel Milner Daniel Sanders Lyndon Snodgrass Joshua Strang                                            | Italia Andrea Verona Matteo Cavallo Davide Soreca                                    | Australia Jess Gardiner Tayla Jones Machenzie Tricker |
| 94.      | 2019 | Portogallo, Portimão                 | Stati Uniti Stu Baylor Taylor Robert Kailub Russell Ryan Sipes                                                   | Australia Michael Driscoll Fraser Higlett Lyndon Snodgrass                           | Stati Uniti Tarah Gieger Brandy Richards Rebecca Sheets |
| 95.      | 2021 | Italia, Rivanazzano                  | Italia Thomas Oldrati Andrea Verona Davide Guarneri Matteo Cavallo                                               | Italia Matteo Pavoni Lorenzo Macoritto Manolo Morettini                              | Stati Uniti Rachel Gutish Brandy Richards Britney Gallegos |
| 96       | 2022 | Francia, Le-Puy-en-Velay             | Regno Unito Steve Holcombe Nathan Watson Jed Etchells Jamie McCanney                                             | Italia Morgan Lesiardo Enrico Rinaldi Claudio Spanu                                  | Regno Unito Jane Daniels Rosie Rowett Nieve Holmes |
| 97       | 2023 | Argentina, San Juan                  | Stati Uniti Taylor Robert Johnny Girror Dante Oliviera Cole Martinez                                             | Francia Thibaut Giraudon Alix Antoine Joyon Leo                                      | Stati Uniti Brandy Richards Korrie Steede Rachel Gutish |